# Forte forte forte - Hits & Rarities
 Forte forte forte - Hits & Rarities è la quinta raccolta raccolta ufficiale di Raffaella Carrà, pubblicata nel 2015.

## Descrizione
La raccolta presenta numerose rarità del repertorio di Raffaella Carrà. Il doppio CD infatti include molte delle versioni in lingua inglese, spagnola, tedesca, francese e addirittura in greco dei suoi successi, molte delle quali inedite o mai apparse prima su supporto CD, tra cui 68 68 357, versione in lingua greca di 53 53 456, Puisque tu l'aimes dis-le-lui, versione francese di A far l'amore comincia tu, mai pubblicata in Italia.

## Promozione
La raccolta è stata anticipata dal singolo Forte, remix di Forte forte forte, brano di Raffaella Carrà del 1976 scritto da Cristiano Malgioglio, prodotto dal dj francese Bob Sinclar e utilizzato come sigla del programma televisivo di Rai 1 Forte forte forte, di cui Raffaella Carrà è stata ideatrice e giudice.

## Edizioni
L'album è stato distribuito in un'unica edizione dalla Columbia/Sony BMG Music Entertainment, con numero di catalogo 88875069442.

## Tracce
CD 1
1. Forte
2. Tanti auguri
3. Il lupo
4. Pedro
5. E mia madre
6. Fun fun fun
7. Far l'amore
8. Hold me
9. Forte forte forte
10. A far l'amore comincia tu
11. Rumore
12. I pensieri strani
13. Forte forte forte (german version)
14. Toy boy
15. Bailo bailo
16. En el amor todo es empezar (A far l'amore comincia tu - spanish version)
17. 68 68 357 (53 53 456 - greek version)
18. Fiesta (French version)
19. Lui no
20. Black cat

CD 2
1. Rumore 2000
2. Rosso
3. Mi spendo tutto
4. Non pensar en ti
5. Voglia di tornare
6. Get movin' (Rumore - english version)
7. Que dolor (Che Dolor - spanish version)
8. Bobo step
9. Puisque tu l'aimes dis-le-lui (A far l'amore comincia tu - french version)
10. Buen amor (Amicoamante - spanish version)
11. Fiesta
12. Forte forte forte (french version)
13. Troppo ragazzina
14. Lumière (Rumore - french version)
15. Liebelei (A far l'amore comincia tu - german version)
16. Margherita non disse di no
17. Festa (Fiesta - versione italiana)
18. Parole maldette
19. Bellissimo
20. Cha cha ciao

## Classifiche
| Classifica (2015) | Posizione massima |
| ----------------- | ----------------- |
| Italia            | 45                |